# Война восьми князей
Война́ восьми́ князе́й (кит. трад. 八王之亂, упр. 八王之乱, пиньинь bā wáng zhī luàn, палл. ба ван чжи луань) — гражданская война среди ванов (王) китайской династии Цзинь с 291 по 306 н. э. Военные действия протекали в Северном Китае и опустошили страну, что привело к вторжению варваров (У Ху — «пять варваров»). Название этой войны — отсылка к 59 главе «Книги Цзинь» (Цзиньшу).

## Описание событий
Последовавший за смертью императора У-ди в 290 году кризис власти привёл к борьбе внутри дома Сыма. Новый император, Сыма Чжун, был малолетен и не в силах править самостоятельно. Сначала мачеха императора вдовствующая императрица Ян привела к власти свою семью во главе с Ян Цзюнем.
Супруга императора, императрица Цзя Наньфэн, с помощью Сыма Вэя (брат императора) и Сыма Ляня (двоюродный дед императора) и их войск, убила Ян Цзюня и его приспешников во дворце в 291 году; вдовствующую императрицу заключили в темницу, где она умерла.
Власть получил Сыма Лянь. Цзя Наньфэн уговорила Сыма Вэя убить его. Когда Сыма Вэй исполнил её приказ, его казнили как преступника. Клан Цзя оставался у власти до 300 года, когда императрица убила наследника престола, Сыма Юя, сына императора от наложницы Се Цзю.
Командующий имперской стражей Сыма Лунь (брат Сыма Ляня) убил императрицу и уничтожил клан Цзя. Сыма Лунь пытался контролировать князей из столицы; что привело к восстанию Сыма Яо и походу на столицу; в битве при Лояне Сыма Яо был убит. Сыма Лунь арестовал императора и отправил его в ссылку, а себя стал вести как император.
В ответ Сыма Цзюн возглавил коалиционную армию, включая Сыма Ина и Сыма Юна, против Сыма Луня. Они разбили Сыма Луня и убили его, вернули императора, Сыма Цзюн стал могущественнейшим при дворе. Власть стала сосредотачиваться в руках Сыма Цзюна, и Сыма Ай, ван Чанша поднял мятеж, разбил и убил Сыма Цзюна.
Сыма Ай пробыл у власти недолго, так как был разбит Сыма Юэ и казнён. Войска Сыма Юэ включали много ухуаней и сяньбийских всадников.
Усилившийся Сыма Ин, был разбит и захватив императора бежал в Лоян. Он был схвачен Сыма Юном, которого разбили войска Сыма Юэ. Император Хуэй-ди был отравлен в 306 году, и его брат, Сыма Чи, взошёл на трон. Сыма Ин и Сыма Юн были в конечном итоге схвачены и убиты; Сыма Юн умер 7 февраля 307 года, что стало официальным концом войны.

## Последствия
Победил Сыма Юэ, но война разрушила хозяйство северного Китая и крайне ослабила царство Цзинь.

## Список Восьми Князей
Восемь Князей:
- Сыма Лян (кит. 司馬亮), сын Сыма И (ch. 司馬懿), Жунаньский ван (кит. 汝南王)
- Сыма Вэй (кит. 司馬瑋), сын У-ди, Чуский ван (кит. 楚王)
- Сыма Лунь (кит. 司馬倫), сын Сыма И, Чжаоский ван (кит. 趙王)
- Сыма Цзюн (кит. 司馬冏), племянник У-ди, Циский ван (кит. 齊王)
- Сыма Ин (кит. 司馬穎), сын У-ди, ван Чэнду (кит. 成都王)
- Сыма Ай (кит. 司馬乂), сын У-ди, ван Чанша (кит. 長沙王)
- Сыма Юн (кит. 司馬顒), троюродный брат У-ди, Хэцзяньский ван (кит. 河間王)
- Сыма Юэ (кит. 司馬越), троюродный брат У-ди, Дунхайский ван (кит. 東海王)